# Cropera xanthophaes
Cropera xanthophaes är en fjärilsart som beskrevs av Collenette 1960. Cropera xanthophaes ingår i släktet Cropera och familjen tofsspinnare. Inga underarter finns listade i Catalogue of Life.